# Mamie Gummer
Mary Willa Gummer (* 3. srpna 1983 New York) je americká herečka.

## Životopis
Narodila se 3. srpna 1983 v New Yorku. Jejími rodiči jsou herečka Meryl Streep a sochař Don Gummer. V roce 2005 absolvovala Severozápadní univerzitu, kde studovala drama a komunikaci. 

### Kariéra
Poprvé se Mamie objevila ve filmu Hořkost po boku své matky Meryl Streepové a Jacka Nicholsona, kde hrála jejich dceru Anne.
V roce 2005 si zahrála ve svém divadelním debutu s názvem Mr. Marmalade, za který získala cenu Theatre World Award. Mezi její další divadelní hry patří například Desdemona (2007), Velmi nebezpečné známosti (2008), Strýček Vanya (2009) a Škola lží (2011). Za svůj výkon ve hře Ugly Lies The Bones (2015), získala nominaci na divadelní cenu Drama Desk Award.
V roce 2007 si zahrála po boku Richarda Gera ve filmu Skandál. Do povědomí diváků se však zapsala již zmiňovaným snímkem Ten večer (2007), kde si zahrála po boku Claire Danes a Glenn Close. Zahrála si mladší verzi postavy své matky Meryl Streep. Následovaly snímky Ve službách války (2008) nebo Zažít Woodstock (2009),  Ztráta diamantové slzy (2009), Strážce majáku (2009), Coach (2010), Twelve Thirty (2010) nebo v hororu Léčebna (2010). Také si zahrála ve filmu Ďábel nosí Pradu, scény s ní však neprošly závěrečným střihem. Objevila se ve filmu The Lifeguard (2013) s Kristen Bell, ve kterém si zahrála její nejlepší kamarádku. V roce 2014 si zahrála po boku herečky Jennifer Aniston ve filmu Dort.
Od roku 2011 se věnuje převážně seriálové tvorbě. V menších rolích se objevila např. v seriálech Dobrá manželka (jako Nancy Crozier), Ve znamení raka, Muž s posláním nebo Jak prosté. Jednu z větších rolí si zahrála v seriálu Off The Map (2011), kde ztvárnila doktorku Minu Minard. Doktorku si také zahrála v seriálu Doktorka Emily (2012). Dále se objevila v několika dílech druhé řady seriálu Manhattan (2015) a v seriálu Kolekce (2015). V roce 2018 byla obsazena do třetí řady seriálu HBO Temný případ.
Mamie se věnuje také modelingu. Byla tváří módní značky Gerald Darel.

## Osobní život
Dne 17. října 2009 se zasnoubila s hercem Benem Walkerem, se kterým se seznámila v roce 2008 při divadelní hře Velmi nebezpečné známosti. Svatba se konala v sobotu 16. července 2011 v Connecticutu v rodinném sídle u jezera. V březnu 2013 bylo oznámeno, že se Gummer a Walker přátelsky rozešli.
V srpnu 2018 se zasnoubila s hercem Meharem Sethim. Dvojici se v únoru 2019 narodil syn.

## Filmografie

### Filmy
| Rok  | Název                         | Role                    | Poznámka            |
| ---- | ----------------------------- | ----------------------- | ------------------- |
| 1986 | Hořkost                       | Ann Forman              |                     |
| 2006 | Skandál                       | Dana                    |                     |
| 2006 | Ďábel nosí Pradu              | Prodavačka ve Starbucks | vystřižené scény    |
| 2007 | All Saints Day                | Lily                    | krátkometrážní film |
| 2007 | Ten večer                     | Lila Wittenborn         |                     |
| 2008 | Ve službách války             | Jeanie                  |                     |
| 2008 | Ztráta diamantové slzy        | Julie                   |                     |
| 2009 | Zažít Woodstock               | Tisha                   |                     |
| 2009 | Strážce majáku                | Ruth                    |                     |
| 2010 | Twelve Thirty                 | Maura                   |                     |
| 2010 | The Ward                      | Emily                   |                     |
| 2010 | Kouč                          | Stella                  |                     |
| 2013 | Vedlejší účinky               | Kayla                   |                     |
| 2013 | The Lifeguard                 | Mel                     |                     |
| 2013 | He's Way More Famous Than You | Mamie Gummer            |                     |
| 2014 | Echo Park                     | Sophie                  |                     |
| 2014 | Dort                          | Bonnie                  |                     |
| 2015 | Nikdy není pozdě              | Julie                   |                     |
| 2015 | Konec šňůry                   | Julie                   |                     |
| 2018 | An Actor Prepares             | Annabelle               |                     |
| 2018 | Znenadání                     | Jennifer Rockwell       |                     |
| 2019 | Separation                    | Maggie                  |                     |

### Televize
| Rok       | Název           | Role                    | Poznámky                      |
| --------- | --------------- | ----------------------- | ----------------------------- |
| 2008      | John Adams      | Sally Smith Adams       | 3 díly                        |
| 2010–2015 | Dobrá manželka  | Nancy Crozier           | 8 dílů                        |
| 2011      | Off The Map     | Dr. Mina Minard         | 13 dílů                       |
| 2011      | Muž s posláním  | Gemma                   | díl: „In Case of Exposure“    |
| 2012–2013 | Doktorka Emily  | Emily Owens             | 13 dílů                       |
| 2012      | Ve znamení raka | Maxine Cooper           | 3 díly                        |
| 2014      | Jak prosté      | Margaret Bray           | díl: „Terra Pericoslosa“      |
| 2014      | The Money       | Tricia Castman          | TV film                       |
| 2015      | Manhattan       | Nora                    | 6 dílů                        |
| 2016      | Kolekce         | Helen Sabine            | 8 dílů                        |
| 2018      | Dobrý boj       | Nancy Crozier           | díl: „Day 429“                |
| 2018      | Robot Chicken   | Carly / blondýna (hlas) | díl: „No Wait, He Has a Cane“ |
| 2018      | Castle Rock     | Matka Matthewa Deavera  | díl: „Henry Deaver“           |
| 2019      | Temný případ    | Lucy Purcell            |                               |
| —         | Gods & Heroes   | Electra (hlas)          |                               |

### Divadlo
| Rok  | Název                                  | Role             | Poznámky |
| ---- | -------------------------------------- | ---------------- | -------- |
| 2005 | Mr. Marmalade                          | Lucy             |          |
| 2006 | The Water's Edge                       | Erica            |          |
| 2007 | The Autumn Garden                      | Sophie Tuckerman |          |
| 2007 | Desdemona: A Play about a Handkerchief | Desdemona        |          |
| 2008 | Les Liaisons Dangereuses               | Cécile Volanges  |          |
| 2008 | Hunting and Gathering                  | Bess             |          |
| 2009 | Uncle Vanya                            | Sonya            |          |
| 2011 | The School of Lies                     | Celimene         |          |
| 2015 | Ugly Lies the Bone                     | Jess             |          |
| 2017 | The Siegel                             | Alice            |          |
| 2018 | Our Very Own Carlin McCullough         | Cyn              |          |

## Nominace a ocenění
- 2006 - Theatre World Award
  - Vítěz → Nejlepší herečka ve vedlejší roli (Mr. Marmalade)
- 2007 - Lucille Lortel Award
  - Nominace → Nejlepší herečka ve vedlejší roli (The Water's Edge)
- 2009 - Lucille Lortel Award
  - Nominace → Nejlepší herečka ve vedlejší roli (Uncle Vanya)
- 2016 - Drama Desk Award
  - Nominace → Nejlepší herečka v hlavní roli (Ugly Lies The Bone)